# Hydriomena furinae
Hydriomena furinae är en fjärilsart som beskrevs av William Schaus 1912. Hydriomena furinae ingår i släktet Hydriomena och familjen mätare. Inga underarter finns listade i Catalogue of Life.